# Zvenellomorpha recta
Zvenellomorpha recta är en insektsart som beskrevs av Andrej Vasiljevitj Gorochov 2006. Zvenellomorpha recta ingår i släktet Zvenellomorpha och familjen syrsor. Inga underarter finns listade i Catalogue of Life.